# 14 de octubre
El 14 de octubre es el 287.º (ducentésimo octogésimo séptimo) día del año —el 288.º (ducentésimo octogésimo octavo) en los años bisiestos— en el calendario gregoriano. Quedan 78 días para finalizar el año.

## Acontecimientos
- 1067: en Inglaterra se libra la batalla de Hastings. Guillermo el Conquistador, último guerrero que invadió con éxito Inglaterra, se convertirá en rey dos meses después, el 25 de diciembre de ese mismo año.
- 1292: en la península ibérica tiene lugar la conquista de Tarifa, en manos del Sultanato benimerín, por Sancho IV de Castilla, con ayuda de la Corona de Aragón, la República de Génova y el Emirato de Granada.
- 1322: en Yorkshire (Escocia) ―en el marco de las guerras de independencia de Escocia―, Roberto I Bruce derrota al rey Eduardo II de Inglaterra en la batalla de Old Byland, forzándolo a aceptar la independencia de Escocia.
- 1486: en España, Boabdil regresa a Granada y, en el Albaicín, es coronado rey por segunda vez.
- 1550: en Colombia, Andrés López de Galarza funda Ibagué, actualmente la capital del departamento del Tolima.
- 1570: en el castillo de Simancas (Valladolid), el barón de Montigny ―político flamenco enviado por Margarita de Parma― es ejecutado por orden de Felipe II de España.
- 1582: en España, Italia, Polonia y Portugal, se salta este día ―entre el jueves 4 de octubre de 1582 y el viernes 15 de octubre― debido a la instauración del calendario gregoriano.
- 1586: en Londres (Inglaterra), María I de Escocia es encarcelada por conspirar contra Isabel I.
- 1651: en España el río Segura sufre la riada de San Calixto; en Murcia alcanza 1700 m³/s y causa la muerte a más de mil personas.
- 1656: el estado de Massachusetts (colonia inglesa en manos de los puritanos), presenta la primera legislación punitiva contra la Sociedad Religiosa de los Amigos (cuáqueros) considerándolos apóstatas y políticamente subversivos debido a que carecían de rituales.
- 1687: en Perú, un gran maremoto destruye parte de Lima y Callao.
- 1707: en la guerra de sucesión española, las tropas borbónicas llegan a Lérida.
- 1758: en el marco de la guerra de los Siete Años, Austria derrota a Prusia en la batalla de Hochkirch.
- 1761: en la región de Worcestershire (Inglaterra), un tornado arrasa la localidad de Malvern.[1]
- 1773: en Polonia se crea el primer Ministerio de Educación, el Komisja Edukacji Narodowej (Comisión de Educación Nacional, en polaco).
- 1773: en Anápolis (Maryland) ―en el marco de la guerra de Independencia de los Estados Unidos―, los estadounidenses queman un barco británico de carga de la East India Company.
- 1780: en las islas Antillas (mar Caribe) es el quinto día del Gran Huracán de 1780, el primer huracán con mayor número de víctimas mortales de los que se tienen datos (22 000 muertes directas, 27 000 muertes totales). Durará hasta el 16 de octubre.
- 1789: en los Estados Unidos, George Washington proclama el primer Día de Acción de Gracias.
- 1806: el mismo día se producen las Batalla de Jena y la batalla de Auerstädt; en ambas, los ejércitos de Napoleón Bonaparte derrotan a los prusianos.
- 1813: en Caracas, Simón Bolívar es proclamado capitán general de los ejércitos de Venezuela y Libertador, al terminar exitosamente la Campaña Admirable.
- 1830: en México, se funda el estado de Sinaloa, tras separarse el Estado de Occidente.
- 1888: se filma la primera película del mundo, la cual dura 2 ,11 segundos, titulada La escena del jardín de Roundhay.
- 1889: en Colombia se funda Armenia, actual capital del departamento del Quindío.
- 1892: Se publican por primera vez Las Aventuras de Sherlock Holmes, escrito por Arthur Conan Doyle
- 1893: Se funda la comuna chilena de Olmué.
- 1905: en España se funda el Sevilla Fútbol Club.
- 1910: en Cuba se registra el segundo día del Ciclón de los Cinco Días. Mata a unas 700 personas. En La Habana rompe el malecón. Se considera una de las peores catástrofes naturales en la Historia cubana.[2] Fue muy polémico, porque el Servicio Meteorológico de los Estados Unidos afirmaba que eran dos ciclones separados, mientras que el meteorólogo cubano José Carlos Millás Hernández (1889-1965) decía que era solo uno, lo cual pudo demostrar tomando las observaciones realizadas por varios buques. A este tipo de lazo se le llamó «recurva de Millás».[3]
- 1912: en Milwaukee (Estados Unidos), el expresidente Theodore Roosevelt es víctima de un atentado, pero antes de que lo trasladaran al hospital da su discurso de una hora.
- 1915: Bulgaria le declara la guerra a Serbia en el marco de la Primera Guerra Mundial (1914-1918).
- 1918: los Aliados vencen a los alemanes en la batalla de Montfaucon ―en el marco de la ofensiva de Meuse-Argonne, en la Primera Guerra Mundial―.
- 1939: en el marco de la Segunda Guerra Mundial (1939-1945), el submarino alemán U-47 hunde al acorazado británico HMS Royal Oak, matando a 833 tripulantes.
- 1942: el submarino alemán U-69 hunde al ferry canadiense SS Caribou, matando a 137 personas.
- 1944: en Grecia, tropas británicas entran en Atenas.
- 1944: el mariscal de campo Erwin Rommel, tras ser acusado de participar en un complot contra Hitler, se suicida para evitar represalias contra su familia.
- 1947: en los Estados Unidos, Charles Elwood Yeager atraviesa la barrera del sonido por primera vez.
- 1957: en España sucede la Gran riada de Valencia, debida al desbordamiento del río Turia, que alcanza 3700 m³/s, el caudal registrado más alto desde que se tienen datos. Las inundaciones también afectan al río Palancia.
- 1960: la Unión Soviética lanza la sonda Mars 1960B, cuyo cohete lanzador falló a los pocos minutos, estrellándose contra la Tierra.
- 1962: inicia la Crisis de los misiles de Cuba entre Estados Unidos y la Unión Soviética tras mostrársele al presidente John F. Kennedy fotografías que un avión espía estadounidense (U-2) tomó mientras sobrevolaba espacio aéreo cubano, que revelaron la instalación de sitios de lanzamiento de misiles en la isla.   ,
- 1964: el estadounidense Martin Luther King recibe el Premio Nobel de la Paz.
- 1964: Nikita Jrushchov es destituido en sus funciones como primer secretario del Comité Central del Partido Comunista de la Unión Soviética.
- 1977: fallece el cantante y actor estadounidense Bing Crosby, uno de los artistas míticos del siglo XX en todo el mundo.
- 1980: el argentino Adolfo Pérez Esquivel ―por sus denuncias contra la dictadura de Videla (1976-1983)― recibe el premio Nobel de la Paz.
- 1981: en Egipto, el vicepresidente Hosni Mubarak accede a la presidencia tras el asesinato del presidente Anwar el-Sadat.
- 1984: el padre Jose Kaimlett funda, en la India, la sociedad apostólica Heraldos de la Buena Nueva.
- 2001: en Argentina se celebran las elecciones legislativas de 2001. El voto en blanco o «voto bronca» logra porcentajes destacados.
- 2004: en Camboya, después de la abdicación del rey, el Consejo del Trono escoge a Norodom Sihamoní como nuevo rey.
- 2005: a petición del fiscal Luis Moreno Ocampo, la Corte Penal Internacional emite las primeras órdenes internacionales de búsqueda y captura contra cinco miembros del Ejército de Resistencia del Señor.
- 2006: en los Estados Unidos, la empresa de internet Google compra el sitio web de videos YouTube.
- 2008: en Canadá, Stephen Harper es reelecto primer ministro de Canadá en unas elecciones generales adelantadas, pero no consigue la mayoría absoluta: su Partido Conservador obtiene solo un 38 % de los sufragios populares.
- 2008: en Estados Unidos, la empresa japonesa Sony pone a la venta la videoconsola portátil PSP 3000.
- 2010: en los Países Bajos, Mark Rutte se convierte en primer ministro.
- 2011: en Guadalajara, Jalisco se inauguran los XVI Juegos Panamericanos.
- 2012: en Roswell, Félix Baumgartner se lanza desde la estratosfera, a más de 39 000 metros de altura y se convierte en la primera persona en la Historia en romper la barrera del sonido sin apoyo mecánico.
- 2014: el Libro de los récords Guinness coloca a la República Dominicana como el país más peligroso para circular por carretera.
- 2017: Coronación Canónica de Nuestra Señora de la Salud, titular de la Pontificia y Real Hermandad del Santísimo Sacramento y Cofradía de Nazarenos de Nuestro Padre Jesús en su Soberano Poder ante Caifás, Nuestra Señora de la Salud Coronada y San Juan Evangelista (Hermandad de San Gonzalo), en la Catedral de Sevilla.
- 2019: en el marco del Juicio al denominado “procés”, el Tribunal Supremo Español condena por Sedición y Malversación con penas entre los 9 y 13 años de prisión a los promotores e ideadores de la consulta ilegal. Además, se estrena en Estados Unidos la serie animada de televisión Los Casagrande en Nickelodeon.
- 2021: la Selección Paraguaya despide al director técnico argentino Eduardo Berizzo, debido a malos resultados.
- 2023: Eclipse Solar Anular, que pudo ser visto en la mayor parte de América, siendo los mejores lugares para verlo fueron Estados Unidos, la Península de Yucatán en México y la mayor parte de América Central, Colombia y Brasil.

## Nacimientos
- 1404: María de Anjou, reina consorte francesa (f. 1463).
- 1499: Claudia de Francia, aristócrata francesa, esposa del rey Carlos VII (f. 1524).
- 1574: Ana de Dinamarca, aristócrata danesa, casada con el rey Jacobo VI de Escocia (f. 1619).
- 1630: Sofía de Wittelsbach, aristócrata neerlandesa, heredera al trono de Gran Bretaña (f. 1714).
- 1633: Jacobo II, rey inglés (f. 1701).
- 1644: William Penn, cuáquero inglés fundador de la colonia estadounidense de Pensilvania (f. 1718).
- 1653: Marie Poussepin, beata francesa, fundadora de la congregación de las Hermanas Dominicanas de la Presentación (f. 1744).
- 1712: George Grenville, primer ministro británico (f. 1770).
- 1721: Pierre Víctor de Besenval de Brünstatt, militar suizo (f. 1791).
- 1737: José del Castillo, pintor español (f. 1793).
- 1767: Nicolas-Théodore de Saussure, químico suizo (f. 1845).
- 1784: Fernando VII, rey español entre 1813 y 1833 (f. 1833).
- 1789: Agustín Durán, escritor y erudito español del Romanticismo (f. 1862).
- 1801: Joseph-Antoine Ferdinand Plateau, físico belga; definió el principio de persistencia retiniana (f. 1883).
- 1811: Jakob Alberty, escultor alemán (f. 1870).
- 1845: Padre Marianito (Mariano de Jesús Euse Hoyos), sacerdote y beato colombiano (f. 1926).
- 1856: Louis-Gustave Binger, militar y explorador francés (f. 1936).
- 1863: Pedro Sáenz Sáenz, pintor español (f. 1927).
- 1872: Alexander von Zemlinsky, compositor y director de orquesta austríaco (f. 1942)
- 1873: Jules Rimet, dirigente deportivo francés (f. 1956).
- 1873: Louis Berkhof, teólogo estadounidense (f. 1957).
- 1873: José Serrano, compositor español de zarzuelas (f. 1941).
- 1877: Rafael de Nogales Méndez, militar, escritor y aventurero venezolano (f. 1936)
- 1882: Éamon de Valera, político independentista irlandés (f. 1975).
- 1883: Erik Leonard Ekman, botánico y explorador sueco (f. 1931).
- 1884: Enrique Ruiz Guiñazú, político argentino (f. 1967).
- 1886: Salvador Moreno Fernández, militar y político español (f. 1966).
- 1887: Luis Almarcha Hernández, político y clérigo español (f. 1974).
- 1888: Katherine Mansfield, escritora neozelandesa (f. 1923).
- 1890: Dwight D. Eisenhower, militar y político estadounidense, presidente de los Estados Unidos entre 1953 y 1961 (f. 1969).
- 1893: Lillian Gish, actriz estadounidense (f. 1993).
- 1894: Heinrich Lübke, político alemán (f. 1972).
- 1894: E. E. Cummings, escritor estadounidense (f. 1962).
- 1895: Mariano Barberán, militar español (f. 1933).
- 1897: Rafael de Nogales Méndez, mercenario y escritor venezolano (f. 1936).
- 1900: William Edwards Deming, estadístico, profesor y escritor estadounidense (f. 1993).
- 1902: Learco Guerra, «la Locomotora Humana», ciclista italiano (f. 1963).
- 1905: Miguel Nicolás Lira, escritor, funcionario público y maestro mexicano (f. 1961).
- 1906: Hannah Arendt, teórica política alemana (f. 1975).
- 1906: Hasan al-Banna, islamista egipcio, fundador de la Organización de los Hermanos Musulmanes de Egipto (f. 1949).
- 1907: Allan Jones, cantante y actor estadounidense (f. 1992).
- 1907: Aniela Wolberg, anarquista polaca (f. 1937).
- 1909: Bernd Rosemeyer, piloto de automovilismo alemán (f. 1938).
- 1911: Le Duc Tho, diplomático vietnamita (f. 1990).
- 1914: Raymond Davis Jr., físico estadounidense, ganador del premio nobel de física en 2002 (f. 2006).
- 1914: Michael D. Moore, actor y cineasta estadounidense de origen canadiense (f. 2013).
- 1916: Jack Arnold, cineasta estadounidense (f. 1992).
- 1917: Ahmad Ismail Ali, militar egipcio (f. 1974).
- 1918: Luis de Llano Palmer, productor mexicano (f. 2012).
- 1919: Mary Carrillo, actriz española (f. 2009).
- 1924: Ramón Mongo Castro, ingeniero agrónomo y político cubano, hermano de Fidel y Raúl (f. 2016).
- 1924: Robert Webber, actor estadounidense (f. 1989).
- 1924ː Zinaída Samsónova, enfermera militar soviética y Heroína de la Unión Soviética (f. 1944).
- 1925: Tato Cifuentes, humorista, actor, fonomímico, imitador, ventrílocuo y cantante chileno (f. 2017).
- 1927: Enrique Lafourcade, escritor chileno (f. 2019).
- 1927: Roger Moore, actor británico (f. 2017).
- 1928: Héctor Rial, futbolista hispano-argentino (f. 1991).
- 1930: Schafik Hándal, político salvadoreño (f. 2006).
- 1930: Mobutu Sese Seko, presidente zaireño entre 1965 y 1997 (f. 1997).
- 1931: Rafael Puyana, clavecinista colombiano (f. 2013).
- 1931: Federico Kirbus, periodista, escritor e investigador argentino (f. 2015).
- 1932: Antonio Gálvez Ronceros, escritor y profesor peruano (f. 2023).
- 1932: Wolf Vostell, artista alemán (f. 1998).
- 1933: Gabriel Aresti, escritor y poeta español (f. 1975).
- 1934: Horacio Accavallo, boxeador argentino (f. 2022).
- 1934: Óscar López Balestra, político uruguayo (f. 2023).
- 1935: Ernesto Santolaya, editor español (f. 2021).
- 1938: Vladislav Krapivin, escritor ruso (f. 2020).
- 1938: Andrés Fernández Díaz, economista español.
- 1939: Ralph Lauren, diseñador de modas estadounidense.
- 1940: Cliff Richard, cantante británico de rock.
- 1940: Carlos Bonavides, actor mexicano.
- 1942: Manuel Herrera, cineasta, documentalista y guionista cubano.
- 1944: Udo Kier, actor alemán.
- 1944: Şerif Gören, cineasta turco.
- 1945: Tom Silverio, beisbolista dominicano (f. 2011).
- 1945: Vicky Hernández, actriz colombiana.
- 1946: Chiche Duhalde, política argentina, primera dama de Argentina entre 2002 y 2003.
- 1946: Joey de León, actor y cantante filipino.
- 1946: Craig Venter, biólogo estadounidense.
- 1947: Juan del Río Martín, arzobispo castrense español (f. 2021).
- 1947: Miguel Buen, político español.
- 1948: Jorge Herrera (actor), es un actor colombiano.
- 1948: Eduardo Bonomi, político uruguayo (f. 2022).
- 1949: Cristina García Rodero, fotógrafa española.
- 1952: Nikolai Andrianov, gimnasta ruso (f. 2011).
- 1954: Mordejái Vanunu, técnico nuclear israelí.
- 1955: Juan Carlos Loaiza, jinete chileno.
- 1956: Carlos Aragonés, político español.
- 1958: Thomas Dolby, músico británico.
- 1958: Isabel Sabogal, novelista, poetisa y traductora polaco-peruana.
- 1960: Steve Cram, atleta británico.
- 1961: Francisco Santos Calderón, es un periodista y político colombiano, que fue vicepresidente de Colombia entre 2002 y 2010.
- 1963: Lori Petty, actriz estadounidense.
- 1963: Alessandro Safina, cantante y tenor italiano.
- 1964: Martha Moyano, enfermera y política peruana.
- 1964: Pere Ponce, actor español.
- 1965: Steve Coogan, actor británico.
- 1967: Gérald De Palmas, cantante francés.
- 1967: Jason Plato, piloto británico de automovilismo.
- 1967: Lola Marceli, actriz española.
- 1968: María Lucía Fernández, presentadora de televisión y periodista colombiana.
- 1968: Matthew Le Tissier, futbolista británico.
- 1969: P.J. Brown, baloncestista estadounidense.
- 1969: David Strickland, actor estadounidense (f. 1999).
- 1970: Jorge Villamizar, cantante colombiano.
- 1970: Antonios Nikopolidis, futbolista griego.
- 1971: Jyrki Katainen, político finlandés, Primer ministro de Finlandia entre 2011 y 2014.
- 1971: Jorge Costa, futbolista portugués.
- 1972: Miguel Ángel Martín Perdiguero, ciclista español.
- 1973: Fabián O'Neill, futbolista uruguayo (f. 2022).
- 1973: Luca Pancallo, inventor italiano, creador inicial del videojuego Planeshift.
- 1973: George Floyd, víctima de brutalidad policial afroestadounidense (f. 2020).
- 1974: Natalie Maines, cantautora estadounidense, de la banda Dixie Chicks.
- 1975: Floyd Landis, ciclista estadounidense.
- 1975: Shaznay Lewis, cantautora británica, de la banda All Saints.
- 1975: Iván Parra, ciclista colombiano.
- 1976: Jordi Cruz, presentador español.
- 1977: Bianca Beauchamp, modelo estadounidense.
- 1978: Usher, cantante y actor estadounidense.
- 1978: Alonso Solís, futbolista costarricense.
- 1979: Stacy Keibler, luchadora profesional estadounidense.
- 1979: Guillermo Pérez Sandoval, taekwondista mexicano.
- 1979: Olivier Bernard, futbolista francés.
- 1980: Cansu Dere, actriz turca.
- 1980: Paul Ambrosi, futbolista ecuatoriano.
- 1980: Ben Whishaw, actor británico.
- 1981: Carolina Ruiz, esquiadora española.
- 1982: Joe Keenan, futbolista británico.
- 1983: Lin Dan, jugador chino de bádminton.
- 1985: Gustavo Cabral, futbolista argentino.
- 1985: Sherlyn González, actriz y cantante mexicana.
- 1988: Max Thieriot, actor estadounidense
- 1989: Arca, productora venezolana de música electrónica
- 1989: Mia Wasikowska, actriz australiana.
- 1989: Fito Miranda, futbolista español.
- 1989: Ramón Ábila, futbolista argentino.
- 1991: Andrea Duro, actriz española.
- 1992: Ahmed Musa, futbolista nigeriano.
- 1992: Álex Alegría, futbolista español.
- 1996: Hiroshi Yoshinaga, futbolista japonés.
- 1997: Advan Kadušić, futbolista bosnio.
- 1998: Norma Palafox, futbolista mexicana.
- 1998: Lewis O'Brien, futbolista británico.
- 1998: Kenneth Bednarek, atleta estadounidense.
- 1998: Victor Nelsson, futbolista danés.
- 1999: Ciara Neville, atleta irlandesa.
- 2000: Arthur Leclerc, piloto de automovilismo monegasco.
- 2001: Rowan Blanchard, actriz y cantante estadounidense.
- 2001: Patrik Wålemark, futbolista sueco.
- 2001: Erik Ahlstrand, futbolista sueco.
- 2003: Cade Cowell, futbolista estadounidense.

## Fallecimientos
- 962: Gerloc, aristócrata normanda (n. 912).
- 1066: Haroldo II, último rey sajón de Inglaterra (n. 1022).
- 1256: Kujō Yoritsugu, shogun japonés (n. 1239).
- 1536: Garcilaso de la Vega, poeta español (n. 1498).
- 1568: Jacques Arcadelt, compositor franco-flamenco del Renacimiento (n. 1504).
- 1831: Jean-Louis Pons, astrónomo francés (n. 1761).
- 1833: Santos Ladrón de Cegama, militar español (n. 1754).
- 1846: Paul Thiébault, militar francés (n. 1769).
- 1856: Johann Kaspar Mertz, compositor y guitarrista austríaco (n. 1806).
- 1908: Paul Christoph Hennings, botánico alemán (n. 1841).
- 1930: Irene Alba, actriz española (n. 1873).
- 1932: Mabel Loomis Todd, escritora estadounidense (n. 1856).
- 1944: Ioseb Iremashvili, político y escritor soviético (n. 1878).
- 1944: Erwin Rommel, militar alemán (n. 1891).
- 1958: Douglas Mawson, explorador australiano (n. 1882).
- 1959: Errol Flynn, actor estadounidense (n. 1909).
- 1962: Mauricio Cravotto, arquitecto uruguayo (n. 1893).
- 1963: Pedro Coronado Arrascue, educador peruano (n. 1917).
- 1965: Tina Pérez, militante comunista española (n. 1929).
- 1966: Vicente Rojo Lluch, general español (n. 1894).
- 1967: Marcel Aymé, escritor francés (n. 1902).
- 1977: Bing Crosby, actor y cantante estadounidense (n. 1903).
- 1980: Oscar Alemán, guitarrista y compositor argentino (n. 1909).
- 1982: Louis Rougier, filósofo francés (n. 1889).
- 1982: Víctor Ruiz Iriarte, escritor español (n. 1912).
- 1983: Jesús de la Rosa Luque, cantante español, de la banda Triana (n. 1948).
- 1984: Martin Ryle, astrónomo británico, premio nobel de física en 1974 (n. 1918).
- 1985: Emil Guilels, pianista soviético (n. 1916).
- 1990: Leonard Bernstein, director de orquesta, pianista y compositor estadounidense (n. 1918).
- 1992: José María Muñoz, periodista deportivo y relator argentino (n. 1924).
- 1997: Harold Robbins, novelista estadounidense (n. 1916).
- 1998: José Hernández Díaz, historiador de arte y político español (n. 1906).
- 1999: Julius Nyerere, presidente tanzano (n. 1922).
- 2001: David Kellogg Lewis, filósofo estadounidense (n. 1941).
- 2003: Mohammed Basri, político marroquí (n. 1927).
- 2003: Javier Portales, actor y comediante argentino (n. 1937).
- 2003: Dolores Marimón Navarro, política anarquista española (n. 1915).
- 2004: Juan Francisco Fresno, arzobispo y cardenal chileno (n. 1914).
- 2005: Winifred Mary Curtis, botánica australiana (n. 1905)
- 2006: Freddy Fender, cantante estadounidense de ascendencia mexicana (n. 1937).
- 2008: Barrington J. Bayley, escritor británico (n. 1937).
- 2010: Benoît Mandelbrot, matemático franco-estadounidense de origen polaco, padre de la matemática fractal (n. 1924).
- 2011: Jorge Martínez Busch, almirante chileno (n. 1936).
- 2012: José Luis Ortiz Araya, periodista y narrador costarricense (n. 1930).
- 2012: Arlen Specter, político estadounidense (n. 1930).
- 2013: José Borello, futbolista argentino (n. 1929).
- 2013: Bruno Metsu, entrenador francés de fútbol (n. 1954).
- 2014: Elizabeth Peña, actriz estadounidense (n. 1959).
- 2014: Miguel Ángel Marín, político español (n. 1939).
- 2015: Mathieu Kérékou, político beninés, presidente de Benín (n. 1933).
- 2019: Patricio Bisso, actor argentino (n. 1957).
- 2019: Sulli, cantante surcoreana.
- 2020: Rhonda Fleming, actriz de cine y televisión estadounidense (n. 1923).
- 2022: Robbie Coltrane, actor británico (n. 1950).
- 2022: Alexandros Nikolaidis, deportista griego de taekwondo (n. 1979).
- 2022: César Nombela, científico español (n. 1946).
- 2023: Piper Laurie, actriz estadounidense (n. 1932).
- 2024: Juvenal León Rodríguez, Historiador y Cronista anzoatiguense, Ven2019:ezolano (n. 1942).

## Celebraciones
- Día Mundial de la Costurera.[4]Como agradecimiento a estas mujeres por su ardua y diaria labor en la creación y confección de prendas.[5]

- Día Mundial de la Espirometría. Las enfermedades pulmonares y de las vías respiratorias constituyen un problema de salud a nivel mundial y están catalogadas dentro de las diez causas de muerte en el mundo, según la Organización Mundial de la Salud (OMS).

- Día Mundial de la Normalización o Estándares. (en inglés: World’s Standard Day). Para reconocer el labor de miles de expertos alrededor del mundo que colaboran en la creación de estándares y normas internacionales, orientados a generar una visión compartida para un mundo mejor.

- Día Mundial del Improvisador. Esta celebración se originó a raíz del salto al vacío en caída libre desde la estratósfera, realizado por el paracaidista austríaco Felix Baumgartner, el 14 de octubre de 2012.

 Por países
(Por orden alfabético)
- Argentina:
  - Día del Trabajador de la Industria del Vestido y Afines.[6]Instituido por la Asociación Obrera Textil. Se conmemora en esta fecha por la creación de la Federación Obrera Nacional de la Industria del Vestido y Afines (FONIVA), en 1941.
  -  Armada Argentina: Afirmación del Pabellón en el Multipropósito ARA Ciudad de Rosario (Q-62).[7]Arribó al país al mando del Capitán de Corbeta Carlos A. Berbari, tras haber pertenecido a la Guardia Costera de Estados Unidos.

- Bielorrusia:
  - Día de la Madre.

- Bolivia
  - Día Nacional de las Personas con Discapacidad.

- Polonia:
  - Día Nacional de la Educación.

- Tanzania:
  - Día de Nyerere.

- Ucrania:
  - Día del Defensor de Ucrania.

### Santoral católico
- Santa Angadrisma de Beauvais.[8]
- San Calixto I (papa).
- San Carponio.
- Santo Domingo Loricato.

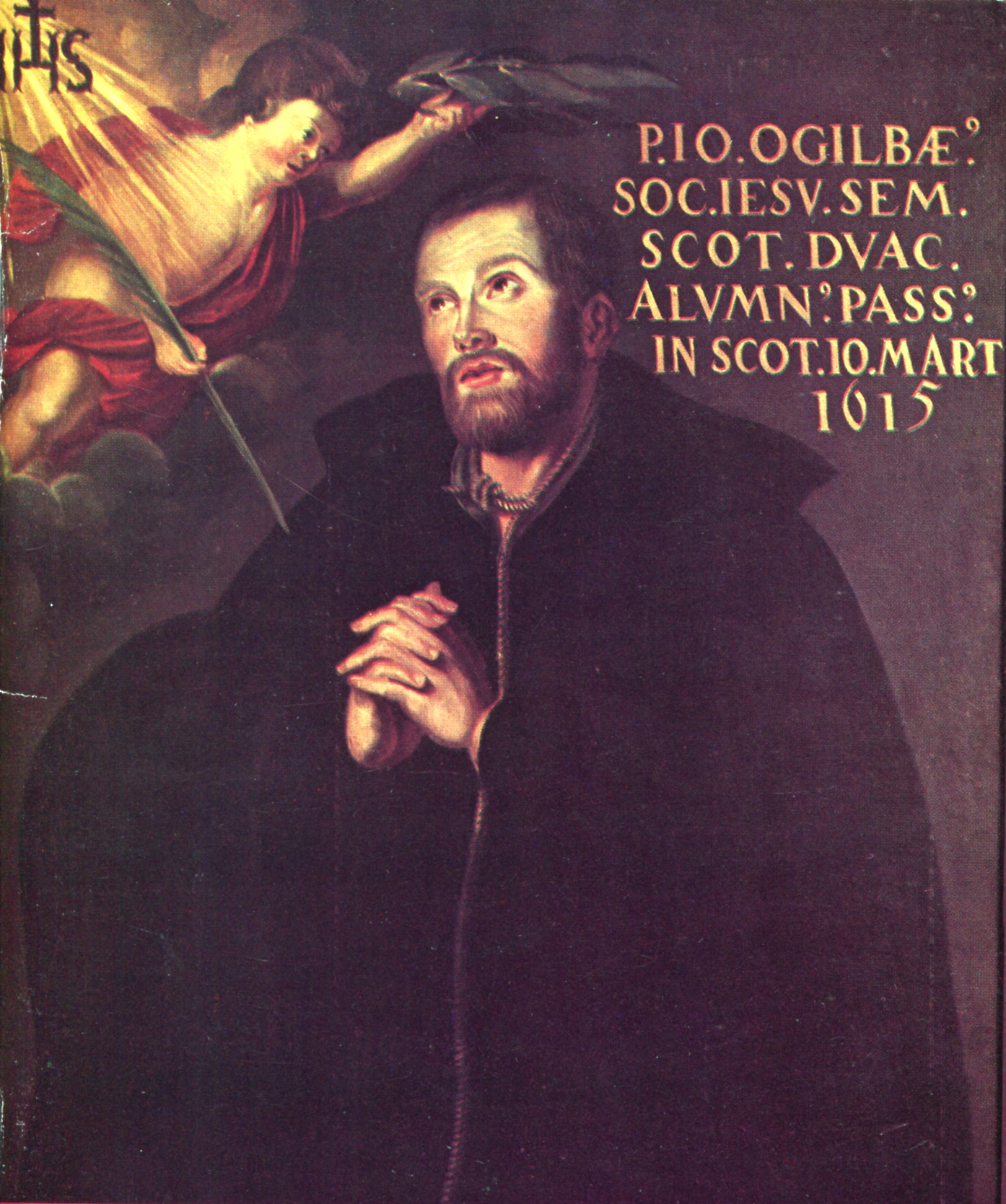
Retrato de San Juan Ogilvie, sacerdote y mártir escocés miembro de la Compañía de Jesús en una estampa de oración.

- San Donaciano de Reims (Arzobispo).
- San Fortunato de Todi.
- San Gaudencio de Rimini.
- Santo Jacobo Laigneau de Langellerie.
- San Juan Ogilvie (imagen).
- San Lúpulo de Capua.
- Santa Manequilde de Châlons.
- San Venancio de Lunin.
- Beata Ana María Aranda Riera.
- Beato Román Lysko.